# Luis Firpo
Luis Ángel Firpo (* 11. Oktober 1894 in Junín, Argentinien; † 7. August 1960) war ein argentinischer Schwergewichtsboxer, der durch seinen WM-Kampf gegen Jack Dempsey bis heute bekannt ist.

## Karriere

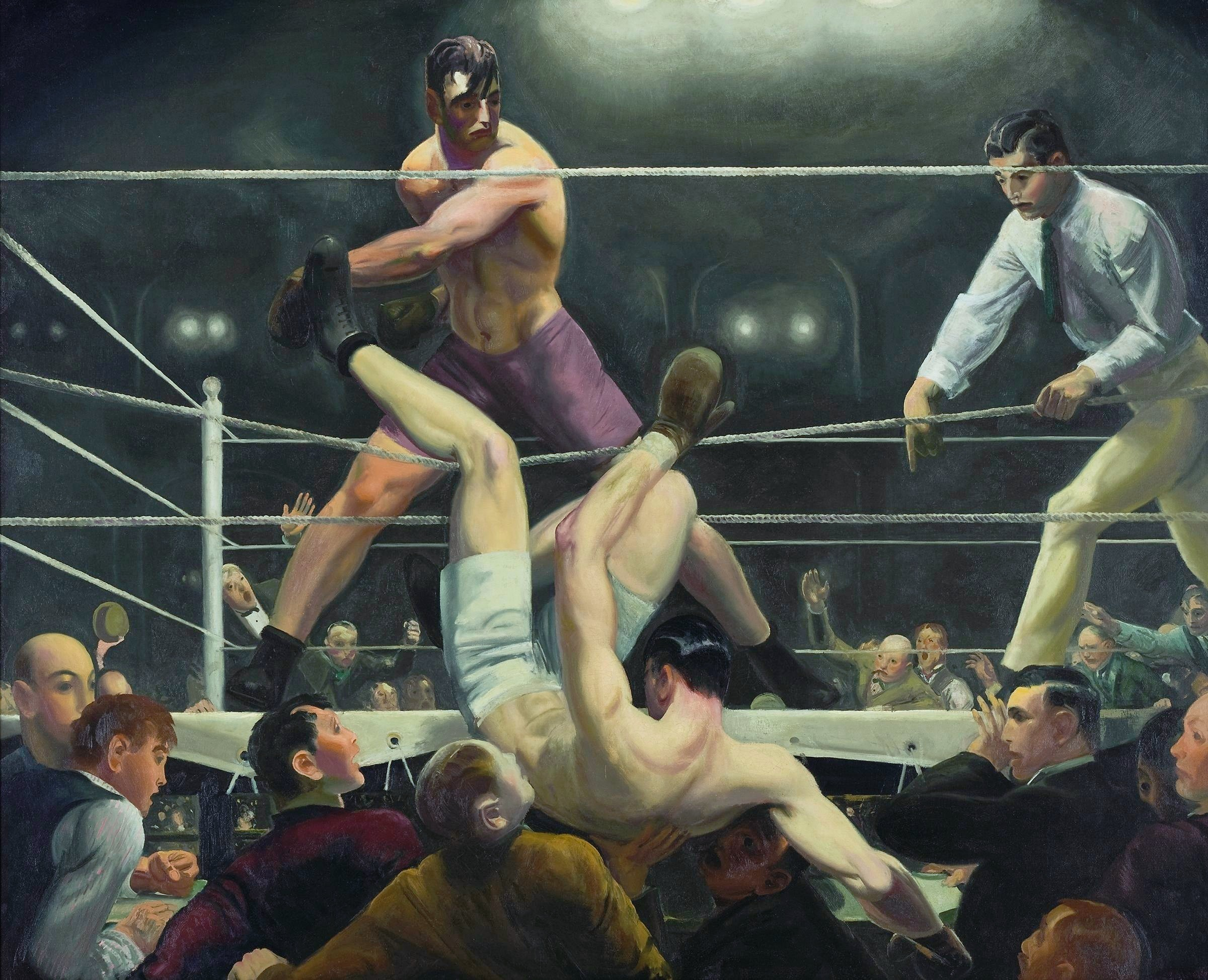
Georges Bellows: Dempsey and Firpo. Zu sehen ist die Szene der ersten Runde, als Firpo seinen Gegner Dempsey aus dem Ring schlug.

Firpo war 1,89 m groß und wog 100 kg, was für die damaligen Zeiten recht groß war und ihn zu einem überdurchschnittlichen Puncher machte. Er besiegte anfangs nur leichte Gegner (Fallobst) und verlor ein paarmal, bis er 1923 in den USA Ex-Herausforderer Bill Brennan und Ex-Weltmeister Jess Willard ausknockte. Da er sehr charismatisch war und sich gut verkaufen konnte, war Dempseys Promoter glücklich, ihn als „Pampasstier“ den Weltmeister herausfordern zu lassen. Doch der Kampf verlief nicht ganz so einfach wie gedacht. Als Firpo den Champ in der ersten Runde aus dem Ring schlug, verhalfen Journalisten im Publikum ihm entgegen den Regeln zur Rückkehr in den Ring, und Dempsey gewann in der nächsten Runde durch K.o. Dieser sehr kompakte Kampfverlauf regte allgemein die Phantasie an und George Bellows malte ein berühmtes Bild von der Ringschlacht. Dass Firpo aber doch mehr Hypejob als echter ernstzunehmender Kämpfer war, zeigte sich in seinem Kampf gegen den Farbigen Harry Wills, gegen den er zwar irgendwie über die Runden kam, aber vollkommen chancenlos war.
Da Firpo überaus intelligent und geschäftstüchtig war, hielt er sein Geld zusammen und setzte sich als reicher Mann in seiner Heimat zur Ruhe.
In Lateinamerika blieb er aber überaus populär und sogar in El Salvador benannte sich mit CD Luis Ángel Firpo ein Fußballverein nach ihm.
Im 2005 erschienenen Roman Segundos afuera (dt. Sekundenlang, Suhrkamp Verlag, 2007) des argentinischen Autors Martín Kohan spielt der Kampf zwischen Firpo und Dempsey eine wichtige Rolle.